# Carex baimaensis
Espèce
Classification phylogénétique
Carex baimaensis est une espèce de plantes du genre Carex et de la famille des Cyperaceae.